# Prosopidia atypica
Prosopidia atypica là một loài bướm đêm thuộc phân họ Arctiinae, họ Erebidae.